# Monceau (Métro Paris)

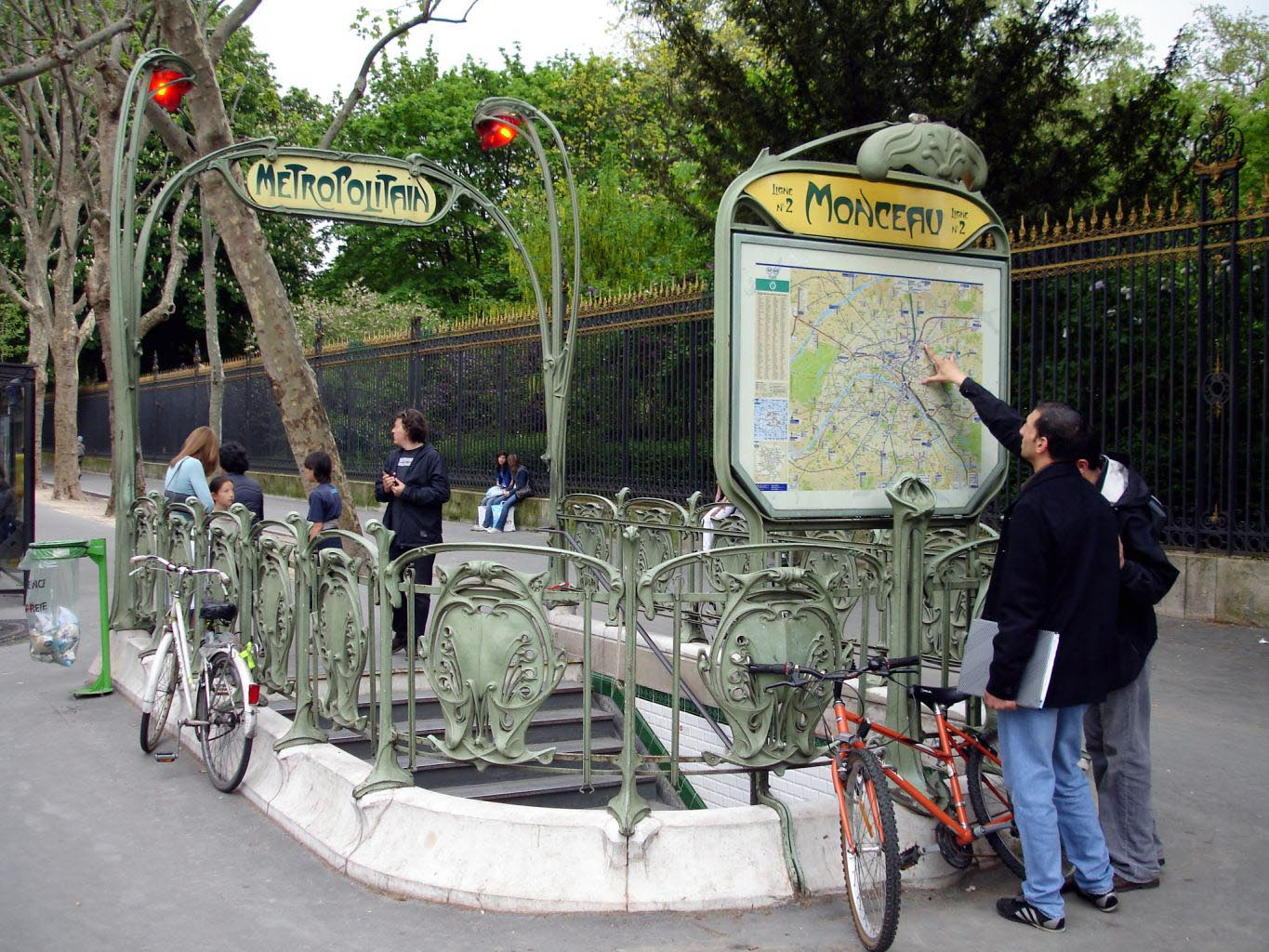
Von Hector Guimard gestalteter einziger Zugang

Monceau [mɔ̃so] ist eine unterirdische Station der Linie 2 der Pariser Métro.

## Lage
Die Station befindet sich an der Grenze des 8. zum 17. Arrondissement von Paris.

## Name
Unmittelbar südlich der Station liegt der namengebende Parc Monceau. Er hat seinen Namen von dem ehemaligen Dorf Monceaux, das im 14. Jahrhundert unter dem Namen Montchauf dort gegründet worden war.

## Geschichte und Beschreibung
Der U-Bahnhof Monceau wurde am 7. Oktober 1902 eröffnet, als der Abschnitt der damaligen Linie 2 Nord von Étoile (heute: Charles de Gaulle – Étoile) bis zur vorläufigen Endstation Anvers in Betrieb ging.
Die Station liegt längs unterhalb des Boulevard de Courcelles. Sie weist Seitenbahnsteige an zwei Streckengleisen und ein Deckengewölbe entsprechend der Belgischen Bauweise auf. Der einzige Zugang befindet sich auf der Parkseite neben der Rotonde, er wurde von Hector Guimard gestaltet.

## Verkehr
Zunächst hatten auf der Linie 2 Nord Züge verkehrt, die aus zweiachsigen Fahrzeugen gebildet wurden. Von 1914 bis 1981 wurde die Linie 2 von Zügen der Bauart Sprague-Thomson befahren. Da sie mittelfristig nicht auf gummibereifte Fahrzeuge umgestellt werden sollte, kam ab 1979 die Baureihe MF 67 auf die Strecke, die ihre Vorgänger innerhalb von zwei Jahren vollständig ablöste. Seit 2008 kommen Serienfahrzeuge der Baureihe MF 01, mittlerweile ausschließlich, in der Station Monceau zum Einsatz.

## Sonstiges
Am 1. April 2016 hieß die Station kurzzeitig „Ma pelle“ (ein Aprilscherz der RATP: Monceau wird ausgesprochen wie mon seau (mein Eimer), ma pelle bedeutet meine Schaufel).